# La lletra escarlata (pel·lícula de 1973)
 La lletra escarlata	  (títol original: Der Scharlachrote Buchstabe) és una pel·lícula alemanya dirigida per Wim Wenders, estrenada el 1973. Ha estat doblada al català.
Es tracta d'una adaptació de la novel·la americana La lletra escarlata de Nathaniel Hawthorne.

## Argument
L'acció té lloc a Salem, Nova Anglaterra, al segle xvii. Esther Prynne viu sola des de la desaparició del seu marit. Té una filla i haurà de portar una carta vermella, símbol de la seva infàmia, ja que es nega a divulgar el nom del seu amant.

## Repartiment
- Senta Berger: Hester Prynne
- Hans Christian Blech: Roger Chillingworth
- Lou Castel: el Reverend Dimmesdale
- Yelena Samarina: Mrs Hibbins, la filla del governador Bellingham
- Yella Rottländer: Pearl
- William Layton: el Governador Bellingham
- Alfredo Mayo: el Governador Fuller
- Ángel Álvarez: el Reverend Wilson
- Laura Currie: Sarah
- Rüdiger Vogler: el marit